# Music (película de 2021)
Music es una película escrita, dirigida y producida por Sia. La cinta esta creada por la artista Sia y el escritor de cuentos para niños, Dallas Clayton y está protagonizada por Kate Hudson, Maddie Ziegler y Leslie Odom Jr..Universal Pictures es la encargada de distribuir esta película.

## Trama
Separada de su familia, Kazu "Zu" Gamble (Kate Hudson) es una traficante de drogas que acaba de recuperar la sobriedad y se queda como la única tutora de su media hermana autista no verbal, Music, (Maddie Ziegler) tras la muerte de su abuela, Millie, quien crio a Music. Zu vende drogas con la ayuda de su amigo Rudy, pero no puede devolverle el dinero porque está desempleada. Una mañana, Music se derrumba cuando Zu no puede trenzar su cabello. Su vecino, Ebo, (Leslie Odom Jr.) viene a ayudar a calmar a Music, y Zu y Ebo forman una amistad. Zu se entera de que Ebo es un boxeador que enseña a la gente a boxear, uno de ellos es Félix, (Beto Calvillo) que vive frente a Music y a menudo se le ve observándola (no le gusta el boxeo, pero su padre lo obliga a hacerlo). Zu aprende a cuidar de Music con la ayuda de Ebo, pero continúa vendiendo drogas para apoyar económicamente su sueño de mudarse a Costa Rica.
Ebo le revela a Zu que su exesposa lo dejó por su hermano y ella promete acompañarlo a su boda. Rudy le pide a Zu que entregue medicamentos para el VIH a un comprador, que luego se revela que es Ebo. Cuando Zu y Music salen a caminar, Zu se distrae y Music es picado por una abeja. Ella sufre una reacción alérgica y es hospitalizada. Zu no puede pagar el tratamiento y ha dejado su bolso en el parque, que contiene las drogas para la estrella del pop. Angustiada, Zu comienza a beber y sufre una recaída. Ella está involucrada en una pelea con el vecino de Ebo y se llama a la policía; ella revela que está en libertad condicional. La misma noche, los padres de Félix se involucran en un altercado físico que resulta en que su padre mate accidentalmente a Félix cuando intenta intervenir.
Después de pasar un tiempo, Ebo, sin Zu, asiste a la boda de su hermano. Mientras tanto, Zu lleva a Music a un centro de adopción, pero no puede decidirse a dejarla allí. Deciden unirse a Ebo en la boda, donde Zu y Ebo comparten un beso en el escenario y se preparan para cantar. La música interrumpe y comienza a cantar ella misma. Más tarde, Music recibe un nuevo perro de apoyo, uno que Félix le había regalado antes de su muerte.
A lo largo de la película, las secuencias de danza musical tienen lugar dentro de la mente de Music, mostrando cómo ve el mundo.

## Reparto
- Maddie Ziegler como Music Gamble[7]
- Kate Hudson como Kazu "Zu" Gamble[7]
- Leslie Odom Jr. como Ebo Odom
- Mary Kay Place como Millie[8]
- Héctor Elizondo como George
- Beto Calvillo como Felix Chang
- Tig Notaro como Presentador de televisión

## Producción
Sia anunció el proyecto de la película en el Festival de Cine de Venecia 2015, protagonizada por Maddie Ziegler, quien protagonizó una serie de videos musicales que Sia codirigió con Daniel Askill y que ha bailado durante muchas de las presentaciones en vivo de Sia.
Después de crear el video musical de Chandelier en 2014, Sia decidió que era "bastante buena" dirigiendo y "se sintió un poco más valiente". El guion de la película fue coescrito por Sia y el autor de libros para niños Dallas Clayton basado en una historia de una página que ella había escrito en 2007. Sia disfrutó del proceso creativo y notó similitudes entre dirigir y escribir canciones.
El proyecto, originalmente concebido como una película no musical, fue posteriormente escrito como musical, con canciones de Sia y coreografía del colaborador frecuente de Sia, Ryan Heffington. Primero se le dio el título provisional de Sister y posteriormente se le cambió el nombre a Music. Para 2018, se anunció que Kate Hudson y Leslie Odom Jr. también iban a protagonizarla.

## Lanzamiento previsto
Sia declaró en 2019 que la película estaba programada para estrenarse en octubre de ese año. A partir de junio de 2020, se esperaba que fuera lanzada en 2020, pero IMAX ha anunciado un lanzamiento previsto para febrero de 2021. Los productores de la película han anunciado que HanWay Films se encarga de las ventas globales.

## Banda sonora
Sia ha escrito las 10 canciones que componen la banda sonora de la película. El 20 de mayo de 2020, Sia, publicó el videoclip del sencillo principal de la película titulado Together.
Además de la banda sonora de la película, que se estrenará más tarde en 2021, Sia planea un lanzamiento más temprano de un álbum el 12 de febrero de 2021,  Music - Songs From and Inspired by The Motion Picture.

## Recepción

### Críticas
Después del lanzamiento del primer tráiler de la película en noviembre de 2020, Sia fue criticada en las redes sociales por elegir a Ziegler, en lugar de a una actriz autista, para interpretar al personaje principal autista no verbal de la película. Sia respondió a las críticas en Twitter. Lucy Kross Wallace, que se identifica como autista, escribió en la revista Spiked que "en lugar de darle una oportunidad a Music, la mafia de Twitter se ha aprovechado de cada detalle incriminatorio para hacer que la controversia se desproporcione enormemente".
Las críticas de la película fueron negativas mayormente, en general por la elección de Ziegler como el personaje autista y por el disgusto en la comunidad tanto autista como general. Muchas críticas se basan en los colores tan llamativos usados en las secciones musicales que provocaron rechazo de la comunidad autista y lo tomaron a "burla", por ello la película y las actrices Kate Hudson y Ziegler obtuvieron un Razzie, así como Sia por mala directora.

### Reconocimientos
| Premio                   | Categoría                          | Nominado(s)    | Resultado | Ref.          |
| ------------------------ | ---------------------------------- | -------------- | --------- | ------------- |
| Premios Globo de Oro     | Mejor película - Comedia o musical | Music          | Nominado  | [ 18 ] [ 19 ] |
| Premios Globo de Oro     | Mejor actriz - Comedia o musical   | Kate Hudson    | Nominado  | [ 18 ] [ 19 ] |
| Premios Golden Raspberry | Peor película                      | Music          | Nominado  | [ 20 ] [ 21 ] |
| Premios Golden Raspberry | Peor director                      | Sia            | Ganador   | [ 20 ] [ 21 ] |
| Premios Golden Raspberry | Peor actriz                        | Kate Hudson    | Ganador   | [ 20 ] [ 21 ] |
| Premios Golden Raspberry | Peor actriz de reparto             | Maddie Ziegler | Ganador   | [ 20 ] [ 21 ] |